# Tanjung Bara
Le terminal charbonnier de Tanjung Bara, en abrégé TBCT (indonésien : Terminal batu bara Tanjung Bara), communément appelé Tanjung Bara, est un port de chargement de charbon situé en Indonésie. Principalement connu pour son terminal de chargement de charbon, il se trouve sur la côte sud-est de Kalimantan oriental, à Bornéo.

## Emplacement
Tanjung Bara est situé sur l’île de Kalimantan, dans la régence de Kutai Est. Il se trouve à environ 20 kilomètres au nord-est de la ville de Sangatta et de la mine de charbon de Sangatta. La ville la plus proche de Tanjung Bara est Bontang.

## Informations sur le port
Le port de Tanjung Bara est souvent aussi connu sous le nom de TBCT (Tanjung Bara Coal Terminal). Le terminal a commencé ses opérations en 1991 et dispose de 4 quais en béton d’une longueur de 350 mètres. Une profondeur de 17,25 mètres à la marée astronomique la plus basse (LAT) lui permet d’accueillir des navires de taille Capesize. Tanjung Bara lui-même a une amplitude de marée de 4,4 à 2,8 mètres. Le chenal menant au port a une profondeur plus importante, acceptant des navires jusqu’à un tirant d'eau autorisé de 25 mètres. Alors que le stock sur la jetée peut stocker jusqu’à 1,25 tonne métrique de charbon, chacun des chargeurs de type quadrant est capable de charger à un rythme de 4200 tonnes métriques par heure, avec une trajectoire de 7 mètres. Le port fonctionne 24 heures sur 24 et accepte des vraquiers d’une longueur de 310 mètres et d’une largeur de 50 mètres. La taille maximale des navires qui ont accosté à TBCT est de 210 000 tonneaux. Deux remorqueurs de 40 tonnes métriques sont disponibles et les pilotes montent généralement à bord des navires à 7 milles marins (11 kilomètres) du poste d’amarrage des bateaux.
La ville la plus proche du port est Sangatta, la capitale de la régence de Kutai Est, qui se trouve au nord de Bontang et Samarinda.
Le port est détenu et exploité par Kaltim Prima Coal, une coentreprise de BP et Rio Tinto.
Taboneo (Banjarmasin) et Tanjung Bara (TBCT) sont parmi les plus grands ports de chargement de charbon d’Indonésie.